# Marcello d’Aste
Marcello d’Aste (ur. 9 maja albo 21 lipca 1657 w Aversie, zm. 11 czerwca 1709 w Bolonii) – włoski kardynał.

## Życiorys
Urodził się 9 maja albo 21 lipca 1657 roku w Aversie. Studiował na La Sapienzy, gdzie uzyskał doktorat utroque iure, a następnie został referendarzem Trybunału Obojga Sygnatur. 10 grudnia 1691 roku został tytularnym arcybiskupem Aten, a 13 stycznia 1692 roku przyjął sakrę. Kilka dni później został asystentem Tronu Papieskiego i nuncjuszem apostolskim w Starej Konfederacji Szwajcarskiej. 14 listopada 1699 roku został kreowany kardynałem prezbiterem i otrzymał kościół tytularny Santi Silvestro e Martino ai Monti. 3 lutego 1700 roku został arcybiskupem ad personam Ankony, a 10 maja – legatem w Urbino. Zmarł 11 czerwca 1709 roku w Bolonii.